# Klenivka
Klenivka (en (ucraïnès): Кленівка) és un poble de la República Autònoma de Crimea a Ucraïna, que el 2014 tenia 927 habitants. Pertany al districte de Simferòpol.